# Wolfsland: Tote schlafen schlecht
Tote schlafen schlecht ist ein deutscher Fernsehfilm von Ole Zapatka aus dem Jahr 2023. Es handelt sich um den 14. Filmbeitrag der ARD-Kriminalfilmreihe Wolfsland. Die Erstausstrahlung erfolgte am 28. Dezember 2023.

## Handlung
Am Stadtrand von Görlitz wird in einer Plattenbausiedlung eine Frau tot aufgefunden, die sich mutmaßlich vom Balkon in den Tod gestürzt hat. Als bei der Obduktion allerdings Druckstellen am Hals gefunden werden, sprechen die Indizien nunmehr für ein Gewaltverbrechen. Schulz (Butsch) nimmt die Mordermittlungen zunächst allein auf, da sich seine Kollegin Delbrück gerade um ihre Mutter kümmert, die ihr vor kurzem offenbart hatte, Bauchspeicheldrüsenkrebs zu haben.
Es dauert nicht lange und es meldet sich Lili Finck, eine Mitarbeiterin des LKA Dresden, bei Butsch. Sie berichtet von einem Undercover-Einsatz ihrer Kollegin, die man nun wohl umgebracht hat. Offensichtlich lebte das Opfer seit zwei Jahren unter falschem Namen hier in Görlitz und war davor bei der Dresdner Kriminalpolizei, wo die Frau zuletzt im Drogenmilieu ermittelt hatte. Revierleiter Dr. Tobias Grimm wittert sogleich einen Zusammenhang mit dem „Dreckigen Dutzend.“ Sollte die Spur tatsächlich zur organisierten Kriminalität führen? Aufgrund der aktuellen Ereignisse nimmt Dr. Grimm Butsch mit zu sich nach Hause. Hier hat er in einem Kellerraum alles zusammengetragen, was er in den letzten Monaten im Zusammenhang mit dem „Dreckigen Dutzend“ finden konnte. Butsch fällt dabei das Foto von Staatsanwältin Konzak auf, das neben vielen anderen dort an der Wand hängt. Grimm erklärt ihm, dass Konzaks Abteilung 16 Monate gegen den kriminellen Ring ermittelte, der sich angeblich aufgelöst hatte. Doch offensichtlich sind dieselben Leute noch immer in der Lausitz aktiv und Konzak nach Görlitz versetzt worden, wo der Ring im Waffen- und Drogengeschäft unbehelligt weiter agiert. Er beschuldigt Konzak, den Ring zu beschützen und sich über Butsch Informationen der Polizeiarbeit zu verschaffen. Für Butsch ist das zu viel, verstört verlässt er Grimms Haus und wird nun auch noch von Lili Finck darüber informiert, dass Gundula Meyer, ihre tote Exkollegin, der Kopf des „Dreckigen Dutzend“ gewesen sein soll. Butsch weiß nicht was er davon halten soll, wem er noch trauen kann und wem nicht. Staatsanwältin Konzak gegenüber versucht er, sich nichts anmerken zu lassen. Wird dann aber von ihr dabei ertappt, wie er heimlich in ihrer Wohnung nach Hinweisen für diese ganzen Behauptungen sucht. Er sagt ihr auf den Kopf zu, dass sie nicht ehrlich zu ihm wäre und er eigentlich gar nicht wüsste, wer sie sei. Sie räumt daraufhin ein, hier in Görlitz gegen das „Dreckigen Dutzend“ zu ermitteln. Sie würde den „Kopf der Organisation“ persönlich kennen, sei aber seit Jahren vergeblich auf der Suche nach der Frau gewesen. Die Frau, die man vom Balkon gestürzt gefunden hätte, sei aber definitiv nicht die untergetauchte Polizistin Gundula Meyer. Butsch kann letztendlich deren Freund, Jens Strauss, als Mörder überführen, mit den Indizien konfrontiert räumt er ein, nach einem Streit seine Freundin vom Balkon gestoßen zu haben.
Während Grimm sogar fest davon überzeugt ist, dass die Staatsanwältin selbst der Kopf des „Dreckigen Dutzends“ ist, wird Konzak entführt. Dadurch wird aber klar, dass die angebliche Lili Finck hinter allem steckt. Sie ist die wahre Chefin des „Dreckigen Dutzend“ und hat eine alte Rechnung mit ihrer ehemaligen Freundin offen. Butsch folgt seiner Geliebten und kann sie gerade noch retten, während Lili Finck sich einer Festnahme entzieht und eine Giftkapsel schluckt.

## Nebenhandlungen
Die Gedanken von Butsch gehen zur Staatsanwältin Konzak und er grübelt darüber, wie ernst es mit ihnen beiden ist. Viola macht sich Sorgen um die Gesundheit ihrer Mutter. Wird dann aber mit einem perfiden mütterlichen Plan konfrontiert, denn sie hatte eine Krebserkrankung erfunden, nur um ihre Tochter dazu zu bringen sich um sie zu kümmern.

## Produktionsnotizen
Die Dreharbeiten für Tote schlafen schlecht erstreckten sich vom 11. Oktober 2022 bis zum 7. Dezember 2022 und fanden in Görlitz und Umgebung statt.

## Rezeption

### Einschaltquote
Die Erstausstrahlung von Wolfsland: Tote schlafen schlecht am 4. Januar 2024 im Ersten erreichte 5,17 Millionen Zuschauer und damit einen Marktanteil von 19,7 Prozent.

### Kritiken
Tilmann P. Gangloff schrieb in seiner Rezension für tittelbach.tv: „Diesmal bewegen sich Handlung, Inszenierung und Darstellung auf dem gleichen hohen Niveau. Obwohl alles für einen Thriller spricht, zumal selbst die neue Liebe des Kommissars auf der Lohnliste der Gangster zu stehen scheint, haben die ‚Wolfsland‘-Schöpfer Neuwöhner und Poser den Krimi mit vielen Heiterkeiten durchsetzt; dabei gerät Schulz zwischenzeitlich regelrecht aus der Spur.“
Im Der Spiegel urteilte Christian Buß: „“
Oliver Armknecht von film-rezensionen.de meinte: „Paranoia oder berechtigte Sorge? In ‚Wolfsland: Tote schlafen schlecht‘ dreht sich alles um die zuvor schon mehrfach angesprochene Verbrecherbande, die überall sein soll. Das ist ziemlich überzogen, am Rande des Schwachsinns.“ „Die Art und Weise, wie hier auf einmal alles zusammenhängt, ist schon extrem konstruiert. Bei einigen Wendungen hat man gar nicht genügend Augen, die man angesichts des Blödsinns rollen möchte. Offensichtlich verkommt die Reihe zum filmischen Pendant eines Groschenromans.“ „Irgendwie ist es aber auch ganz unterhaltsam und damit eine klare Verbesserung zu den oft unzumutbaren Vorgängern.“
Bei evangelisch.de stand: Diese Wolfsland-Episode lebt „zeichnet sich […] erneut durch das Bemühen um besondere Blickwinkel aus. Anders als bei ‚Das schwarze Herz‘ bewegen sich Handlung, Bildgestaltung und Darstellung diesmal ausnahmslos auf dem gleichen hohen Niveau.“ „Bei aller Vielschichtigkeit bleibt dennoch Raum für Heiterkeiten. Es ist ein sympathischer Zug des Autorenduos, dass Kriminaltechniker Böhme und somit auch Schauspieler Jan Dose einen Teil des Freiraums okkupieren darf, den die Abwesenheit von Delbrück ermöglicht. Sein Solo zu Beginn, als Böhme den Tathergang rekonstruiert, ist ein kleines Kunstwerk. Die Idee, dass der Clown den Kommissar mit allerlei ungefährlichen Utensilien aus seinem Arbeitsalltag bewirft, ist ebenfalls recht originell. Gänzlich unnötig und diesmal gar ein Fremdkörper sind allerdings die Stippvisiten bei Mutter und Tochter Delbrück. Hätten Neuwöhner und Poser die Kommissarin stattdessen auf eine Fortbildung geschickt, würde dem Film nichts fehlen.“
Für Prisma.de wertete Franziska Wenzlick: In diesem Krimi ist „nichts, wie es auf den ersten Blick scheint. Zweifelsohne handelt es sich bei ‚Tote schlafen schlecht‘ um den spannenderen und intensiveren der zwei neuen ‚Wolfsland‘-Filme, die das Erste zur Weihnachtszeit zeigt.“